# Tatjana Rowinskaja
Tatjana Rowinskaja (russisch Татьяна Ровинская; * 6. Mai 1958) ist eine ehemalige russische Bogenbiathletin.
Tatjana Rowinskaja gehörte mit Jelena Safarowa und Marija Filippowa zu der russischen Staffel, die bei den Weltmeisterschaften 1999 in Bessans hinter der Vertretung Italiens die Silbermedaille gewann. Es folgten die Europameisterschaften 2000 in Pokljuka. Bei den Wettkämpfen in Slowenien wurde der Gewinn der Bronzemedaille hinter Nadia Peyrot und Stefania D’Andrea zum größten Erfolg. 2002 gewann sie bei den Weltmeisterschaften in Pokljuka als Drittplatzierte hinter Natalija Lukianez und Peyrot im Massenstartrennen nochmals eine Medaille. Beim Top-15-Turnier in Ruhpolding kam das Trio im selben Jahr in derselben Reihenfolge ein.